# Pygmalion (album)
Pour les articles homonymes, voir Pygmalion.
Albums de Slowdive
Souvlaki
(1993) Slowdive
(2017)
Pygmalion est le troisième album du groupe anglais Slowdive publié le 6 février 1995 par le label Creation Records. Il s'agit du dernier album du groupe avant leur split la même année et sa reformation en 2014.
L'album bénéficie d'une réédition en 2005, puis en 2010.

## Liste des pistes
Édition originale
1. Rutti
2. Crazy for You
3. Miranda
4. Trellisaze
5. Cello
6. J's Heaven
7. Visions of La
8. Blue Skied an' Clear
9. All of Us

Pygmalion Demos (disque bonus accompagnant le réédition de 2010)
1. Miranda
2. Watch Me
3. Yesterday
4. To Watch
5. Option One (Instrumental #1)
6. Cargo
7. Sinewaves
8. Ambient Guitar
9. Crazy for You (Alt. Version)
10. Prautrock
11. Changes
12. Red Five